# Pljuni istini u oči
Pljuni istini u oči prvi je studijski album glazbenog sastava Buldožer. Autori pjesama su Boris Bele (A1, B2, B3) i Marko Brecelj (A2 do B1). Sve su aranžman Buldožera.
Album je izdao PGP RTB. Helidon ga je otkupio 1977. godine. Album je doživio dva reizdanja., 1991. i 1996. ga je reizdao Helidon. 

## Popis pjesama

### A strana
| Br. | Skladba                                                                                | Trajanje |
| --- | -------------------------------------------------------------------------------------- | -------- |
| 1.  | »Najpogodnije mjesto«                                                                  | 0:44     |
| 2.  | »Život, to je feferon a/ Život, sreća, ljubav b/ Tramvaj c/ Djevojčice mila «          | 7:34     |
| 3.  | »Što to radiš, buldožeru jedan? a/ Jedem govedju supu b/ Bikova osveta /c Idem u raj « | 8:51     |

### B strana
| Br. | Skladba | Trajanje |
| --- | --- | -------- |
| 1.  | »Blues gnjus« | 7:43     |
| 2.  | »Ljubav na prvi krevet« | 4:49     |
| 3.  | »Yes My Baby, No a/ Smrt jednog tranzistora b/ Yes my baby blue c/ Daltonisti i oni drugi d/ No, my Baby Blue e/ I don't wanna be a paraplegic « | 8:32     |

## Impresum
- Aranžmani: Buldožer
- Bas: Andrej Veble
- Dizajn omota: Slavko Furlan
- Bubnjevi: Štefan Jež
- Efekti: Brane Šturm, Jovo Kovše
- Gostuje: Ivan Volarić - Feo
- Gitara: Uroš Lovšin
- Gitara i vokal: Boris Bele
- Ilustracija (strip): Kostja Gatnik
- Vodeći vokal: Marko Brecelj
- Klavijaturist [Hammond]: Borut Činč
- Fotografija: Miro Mele
- Producent: Dražen Vrdoljak
- Snimatelji: Aco Razbornik, Miro Bevc

## Vanjske poveznice
- Pljuni istini u oči na stranici Discogs.com